# Аммониты (головоногие)
Аммони́ты, или аммоноидеи (лат. Ammonoidea), — подкласс вымерших головоногих моллюсков, существовавших с девона по палеоген. Своё название аммониты получили в честь древнеегипетского божества Амона, иногда изображавшегося с рогами барана.
Аммониты почти полностью вымерли в ходе мел-палеогенового вымирания; предполагается, что отдельные роды пережили вымирание и исчезли уже в датском веке палеоценовой эпохи.

## Строение

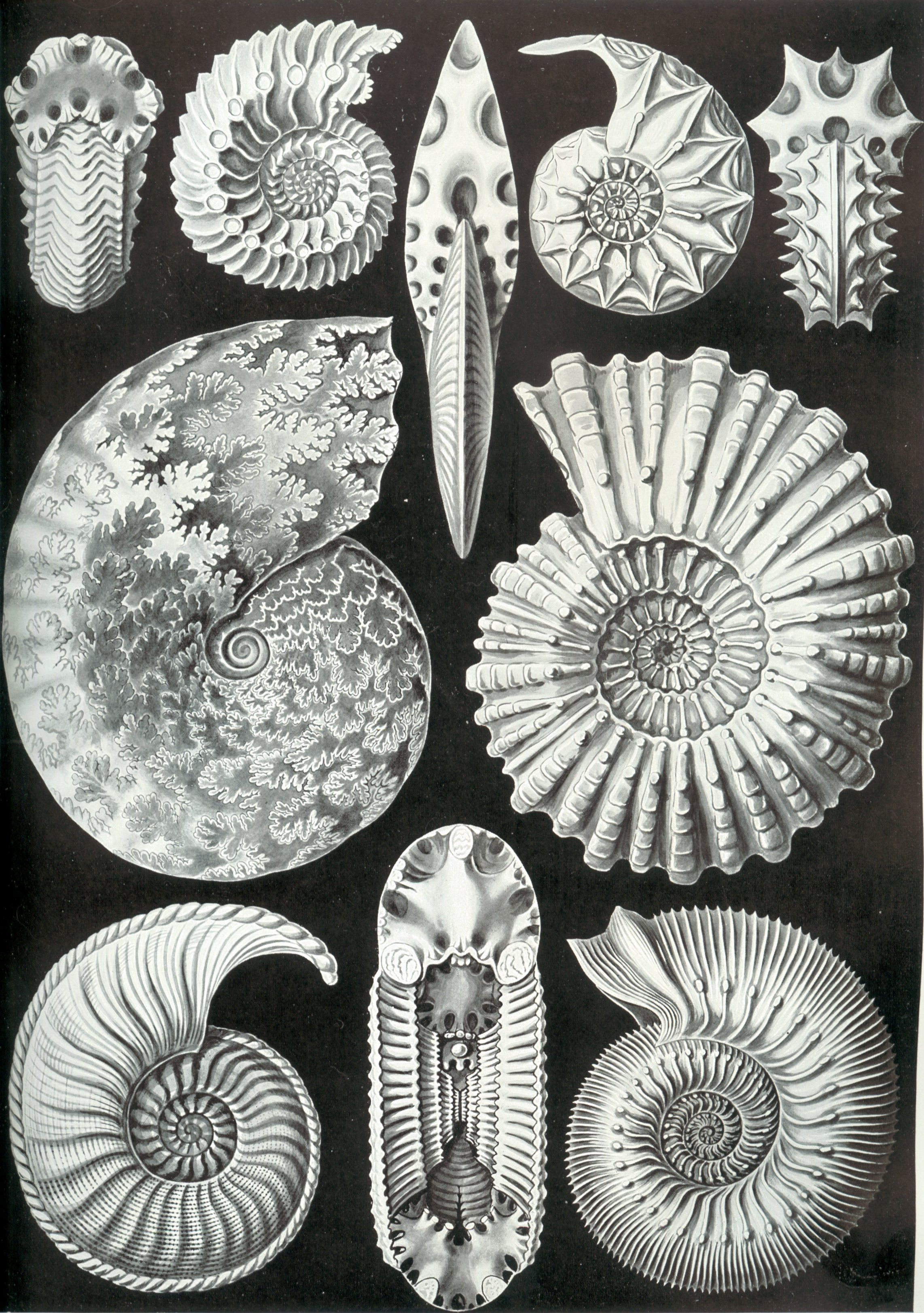
Различные формы раковин аммонитов (из книги Эрнста Геккеля «Красота форм в природе»)

Большинство аммонитов имели наружную раковину, состоящую из нескольких оборотов, располагающихся в одной плоскости, соприкасающихся друг с другом или в различной степени перекрывающих друг друга. Такие раковины называются мономорфными. Значительно реже (в основном в меловом периоде) встречаются аммониты с раковиной неправильной формы — гетероморфной.
Объемлемость оборотов отражает отношение последующего оборота к предыдущему. По этому признаку раковины аммонитов делятся на инволютные (полное перекрывание), полуинволютные и полуэволютные (частичное перекрывание), эволютные (последующий оборот только соприкасается с предыдущим).
Раковина аммонитов была разделена на много камер, ближайшая к устью была жилой. Длина жилой камеры варьируется от 0,5 до 2 оборотов. Большинство камер, если судить по современным наутилусам, было заполнено газом (воздушные камеры), несколько — жидкостью (гидростатические камеры). Перегородка между камерами аммонитов имеет гофрированный край, который образует сложную линию прикрепления к раковине — лопастную линию. Её строение — один из основных систематических признаков аммонитов. Выделяют четыре типа лопастной линии.

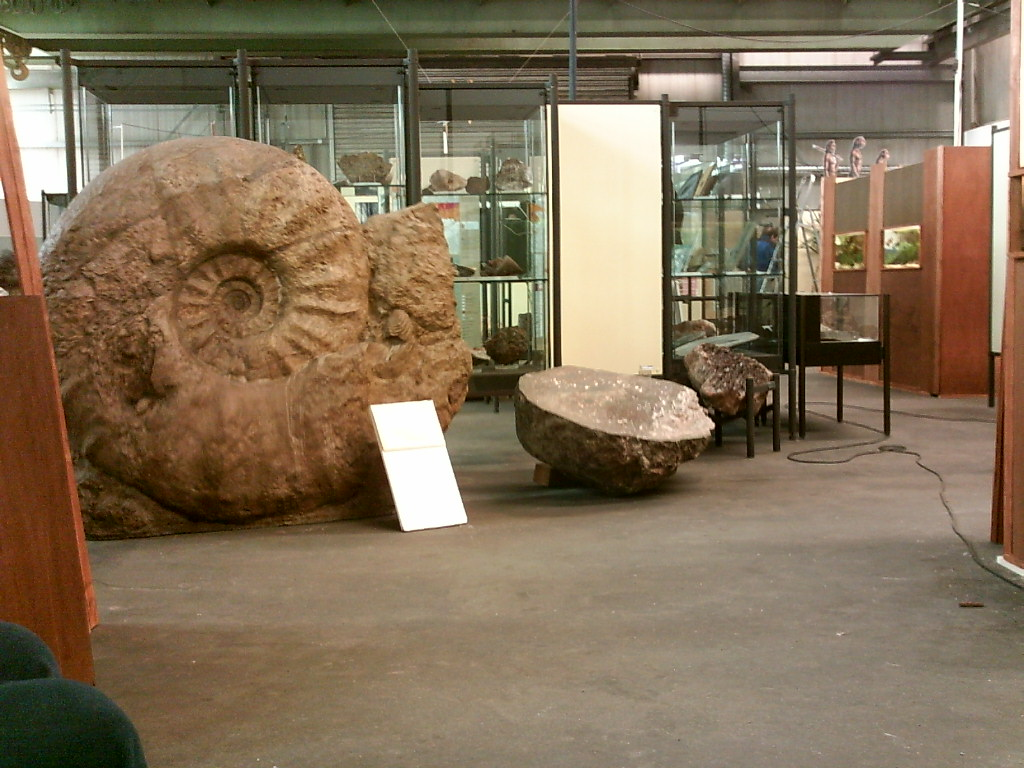
Parapuzosia seppenradensis

Различна также скульптура раковины: различают гладкие и разнообразные скульптурированные раковины с различным типом ветвления рёбер, местоположением бугорков и т. д. Размеры аммонитов различны: от 1—2 см до 2 м в диаметре (Parapuzosia seppenradensis).
По мнению палеонтолога Л. А. Догужаевой, некоторые аммониты (Ptychoceras) могли иметь гетероморфную внутреннюю раковину.

## Образ жизни и экология

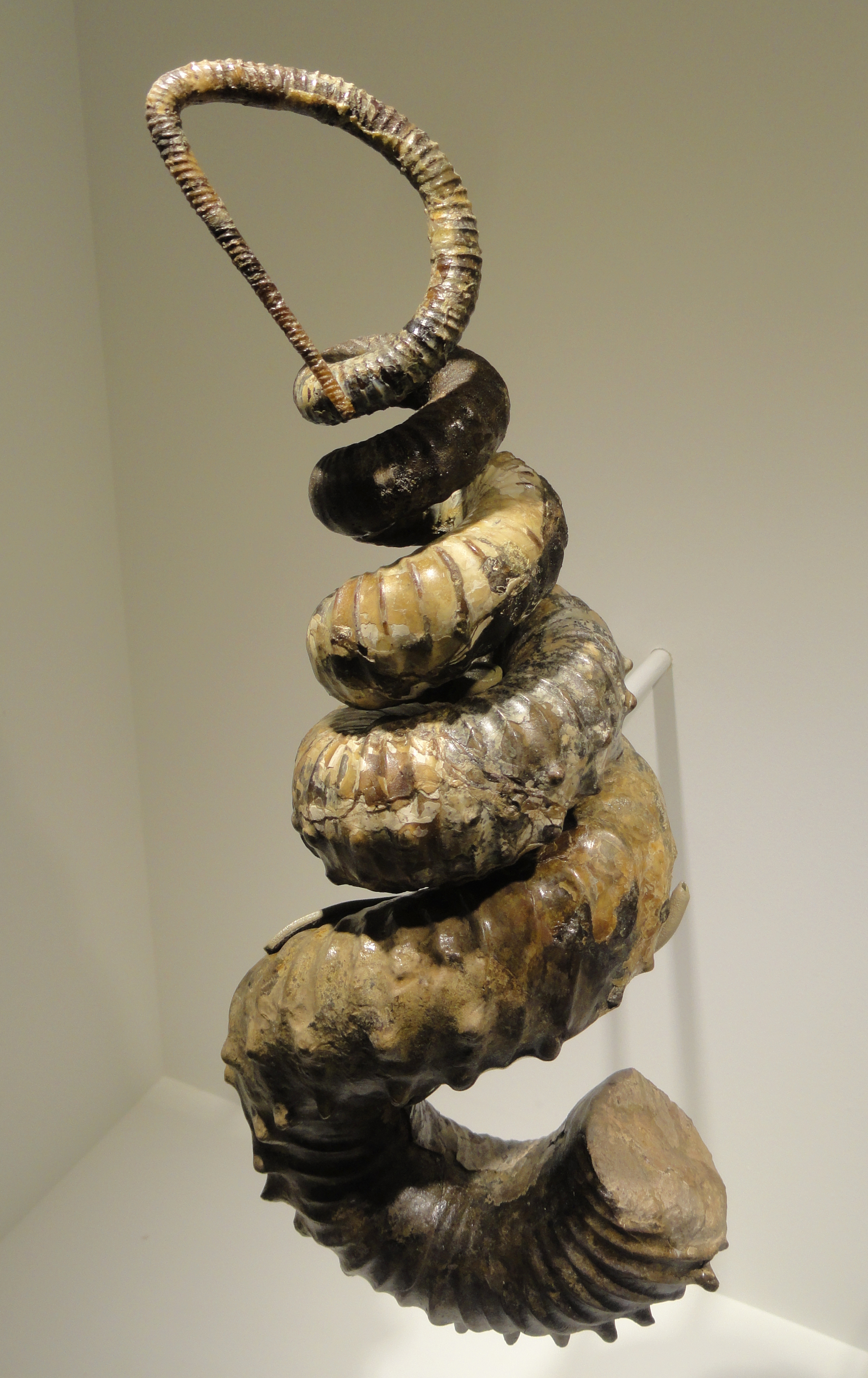
Раковина гетероморфного аммонита Didymoceras stevensoni

Большинство аммонитов относится к экологической группе нектона, то есть свободно плавающих в толще воды организмов. Некоторые гетероморфные формы были представителями бентосного (донного) сообщества. Хищники. Стеногалинны (живут только при определённой солёности). Лучшими пловцами среди аммонитов были формы с чётко выраженным килем (например, Cardioceras — см. рис. выше). Многие палеонтологи считают, что сложная лопастная линия — это приспособление к широкому распространению по вертикали в толще воды (эврибатности), так как сложная лопастная линия имеет большую площадь, а следовательно, лучше упрочняет раковину.

## Термин
Ещё Плиний Старший в I веке н. э. назвал окаменелости этих организмов «ammonis cornua» («рога Амона») — в честь древнеегипетского солнечного божества Амона Фиванского, изображавшегося с закрученными рогами овна, которые напоминает раковина аммонитов. Культ Амона был чрезвычайно распространён во время древнеегипетских Среднего и Нового царств. Жрецы провозгласили его одним из воплощений бога Ра, который был главным божеством египетского пантеона, и стали называть его Амон-Ра.
В 1749 году Ж. Бюффон дал описание аммонитов под названием «О великих извитых раковинах Аммоновыми рогами называемых, и о некоторых великих костях животных».
Научное латинское название «аммонитос» было дано в 1789 году французским зоологом Жаном Брюгье. В те времена был известен только один род аммонитов, а сейчас их насчитывается уже около 3 тысяч и постоянно появляются описания новых видов.
В Англии конца XVIII — начала XIX века аммониты назывались «закрученными камнями» (англ. screw-stones).

## Геологическое значение

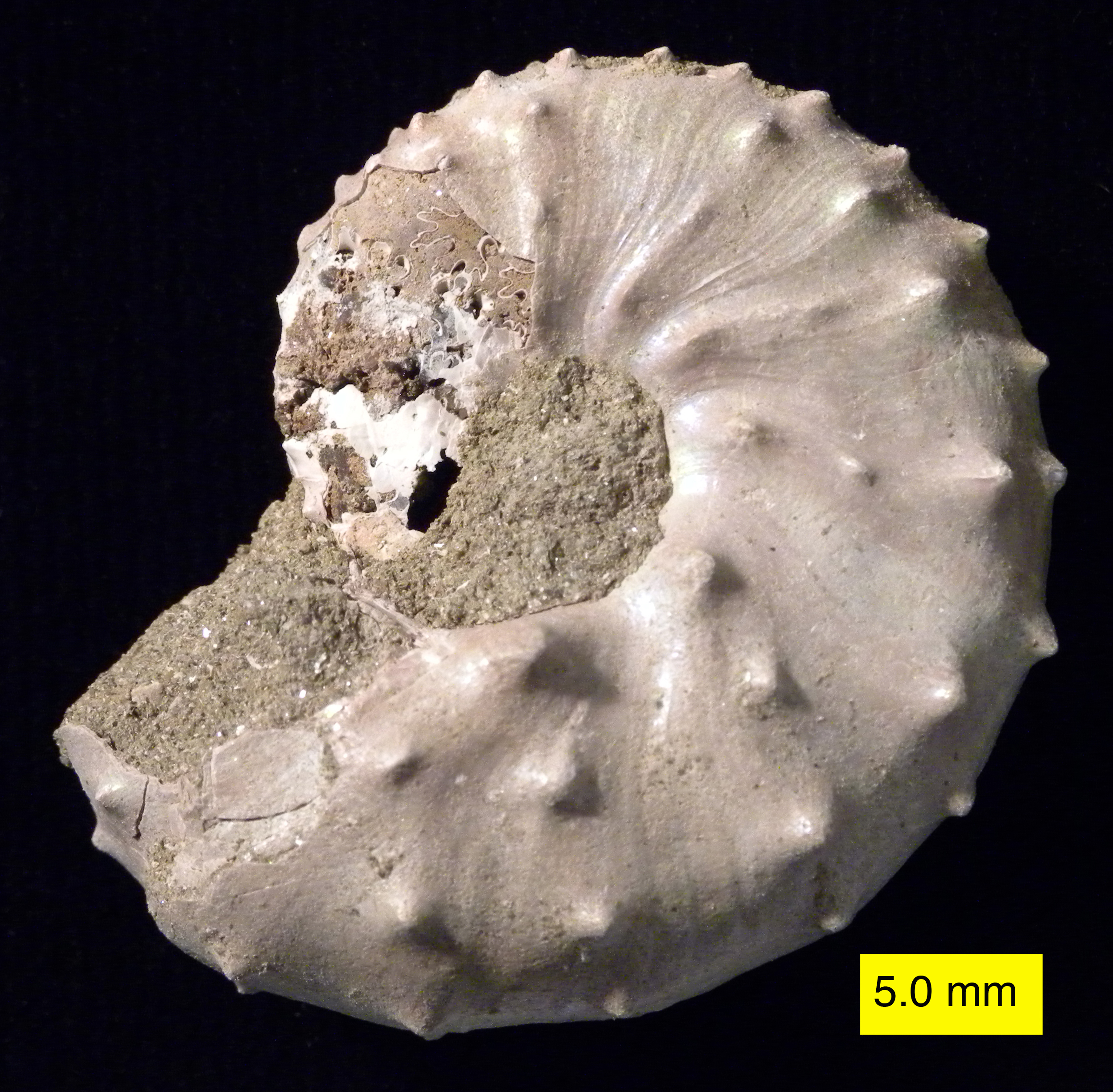
Раковина аммонита Discoscaphites iris

Аммониты — крайне важная для стратиграфии группа морских ископаемых. Интенсивная эволюция и быстрое расселение аммонитов из района возникновения определили факт, что аммониты являются чрезвычайно важными руководящими ископаемыми. Особенно важна эта группа для расчленения отложений юрской и меловой системы.
Все известные аммониты были найдены в осадочных горных породах, не считая единственного экземпляра (Puzosia (Bhimaites)), обнаруженного в бирманском янтаре.

## Мифология
Из-за своей необычной формы ископаемые раковины аммонитов получили известность в мифологии. Им приписывают различные магические и фантастические свойства, из-за чего многие люди желали иметь у себя фоссилии аммонитов. Некоторые люди до сих пор верят в чудодейные свойства аммонитов, которых в действительности же у тех не наблюдается.
Ископаемая раковина аммонита для многих народов мира считается символом семейного счастья, достатка и благополучия, а в более широком понимании — бесконечности. Ископаемым остаткам аммонитов приписывают дарование предвидения и ощущения связи времен.
В Ирландии их называли «окаменевшими змеями», в Германии — «золотыми улитками». Шаманы и колдуны использовали аммонита для связи с «другим» миром и для усиления предвидения. Греки, как и египтяне, клали раковину аммонита в изголовье на ночь и верили, что они увидят грядущей ночью хороший сон.
В шри-вайшнавизме и гаудия-вайшнавизме распространено почитание раковин аммонитов (шалаграмов) как воплощения бога Вишну.